# Église Saint-Nicolas de Barfleur
L'église Saint-Nicolas de Barfleur des XVIIe – XIXe siècles est un édifice catholique qui se dresse sur le territoire de la commune française de Barfleur, dans le département de la Manche, en région Normandie. Elle est inscrite au titre des monuments historiques.

## Localisation
L'église est située sur un promontoire à l'ouest du territoire de Barfleur, dans le département français de la Manche.

## Historique
Une église romane, sous le vocable de Saint-Nicolas (patron des marins), construite après les invasions scandinave, a probablement remplacé un édifice plus ancien détruit au VIIIe siècle lors des raids vikings, ou par la montée des eaux.
Vers 1060, le duc Guillaume donne à Geoffroy de Montbray, évêque de Coutances, les églises de Cherbourg, Tourlaville et Barfleur. En 1181, Henri II Plantagenêt donne cette fois les églises de Barfleur et Gatteville à l'abbaye du Vœu de Cherbourg. Cela entraînera des procès et les dîmes furent partagées entre l'abbé du Vœu et le chapitre de la cathédrale de Coutances. Vers 1350, la cure est partagée en deux parts, une grande donnée au chapitre de Coutances, et une petite donnée à l'abbé du Vœu. Elles seront réunies par l'évêque de Coutances en 1672, et le droit de patronage sera exercé alternativement par le chef de famille des Matignon et par l'abbé de Cherbourg. Il ne subsiste rien de cette église. Ses pierres calcaires furent réemployées dans plusieurs maisons du bourg. Charles de Gerville, en 1819, a vu les bases de deux colonnes, tout près de l'actuelle église, à l'emplacement du canot de sauvetage. Des habitants, en 1748, avaient porté plainte contre leur curé, J. P. Bonnissent qui soustrayait des matériaux « d'une vieille maladrerie et des ruines de l'ancienne église et autres bâtiments qui étaient à côté ».
L'église est pillée et incendiée une première fois, en 1346, lors de la guerre de Cent Ans, par les Anglais après le débarquement d'Édouard III à Saint-Vaast-la-Hougue. Charles de Navarre, après avoir reçu le clos du Cotentin à la suite du traité de Mantes, s’emploiera à la réédification de l'église. L'église sera à nouveau dévastée lors des guerres de Religion. L'église est dans un tel état que le curé et les habitants, jusqu'en 1599, se retrouvèrent pour les offices en la chapelle Saint-Côme de l'église du couvent des Augustins. À son emplacement, Jacques de Sainte-Marie d'Aigneaux, gouverneur pour le roi de Barfleur, en 1592 érige un fort, qui sera démantelé cinq ans plus tard, l'édifice actuel étant la troisième église paroissiale de la cité.
La reconstruction est décidée vers 1626. Les travaux menés de 1629 à 1695 laissent l'édifice inachevé. Le chœur est édifié à partir de 1637, par le curé Thomas Guiffard, en utilisant les matériaux du fort démoli et grâce aux dons des deux patrons de l'église : l'abbé du Vœu et François de Matignon[sic] baron de la Luthumière et sa femme. En 1649, ce sont les piles de la tour et le mur du transept. Le clocher et le transept sont achevés en 1695 comme indiqué dans les comptes de la Fabrique, et on bâtit les fondations de la nef, mais faute d'argent les travaux sont suspendus. L'arc triomphal entre le chœur et la future nef est bouché, et seul le chœur est pavé. En 1756, puis en 1759, l'évêque envoi des inspecteurs qui constatent que l'église est assez bien décorée, mais sales à cause de la paille provenant de coussins éventrés ou pourris. Ces coussins étaient apporté par les paroissiens pour s’asseoir par terre.
Pendant la Révolution, l'église est vendue pour deux francs à Pierre Dufour Maréchal et son mobilier dévasté. Néanmoins les marins et pêcheurs rédigent une pétition afin que l'église soit conservée comme église paroissiale, faisant aussi office d'amer sur une côte dangereuse à cause des écueils.
Sous l'impulsion de l'abbé Pierre Jean Anthouard (1796-1856) nommé à la cure de Barfleur en 1827, qui consacra son argent à l'achèvement de l'église, la nef est bâtie de 1839 à 1844, la chapelle axiale et la sacristie en 1853. Il se sera écoulé 216 ans entre le début de la reconstruction de l'église en 1637, et son achèvement.
L'église est ornée d'un ensemble de verrières par Charles Lorin en 1892, restauré en 1980.
De 1994 à 1997, des travaux de restauration de l'église furent réalisés.

## Description
L'église, ramassée sur elle-même, entourée de son cimetière marin, a été reconstruite à partir de 1637 en plusieurs étapes par manque d'argent. Les parties les plus anciennes sont celles élevées en 1649 : le chœur, les piles de la tour et les murs du transept. La tour et le transept étant achevé en 1695. Un plan ancien de François Pougheol, placé à l'intérieur de l'église, permet de bien situé les différentes étapes de construction : le chœur puis le transept et la tour, au XVIIe siècle, la nef et la chapelle axiale entre 1839 et 1844 ainsi que la façade néo-romane. On peut également voir quarante et une pierres avec triglyphes, pour la plupart retaillées, placées en guise de chapiteaux, réemploi du fort er de l'ancienne église.
La courte nef, aussi large que longue, comprend trois arcades ouvrant sur des bas côtés en arc surbaissé, l'ensemble datant du XIXe siècle. Elle s'éclaire par des fenêtres de style roman dont les remplages qui furent insérés soient de style gothique. Ses parties hautes arborent des peintures faites au pochoir. Le chœur, de plan trapézoïdal que délimite cinq arcades, est entouré d'un déambulatoire.
Le clocher (XVIIe siècle), massive tour carrée, était à l'origine surmonté d'une pyramide couverte en ardoise, comme le laisse supposer les archives paroissiales. Son entretien étant trop dispendieux on érige, en 1766-1767, au sommet de la tour une plate-forme en granit dallée avec balustrade reposant sur une voûte. Le clocher est de nos jours pavoisé aux couleurs de la Normandie. L'église est couverte d'une toiture de schiste vert.
Le chœur, les chapelles et la nef ont été coiffés d'une charpente en bois à une époque récente.
Le cimetière marin qui l'entoure a été établi directement sur le roc.

## Protection
L'église est inscrite au titre des monuments historiques par arrêté du 21 octobre 1988.

## Mobilier
L'église renferme sept objets classés au titre objet aux monuments historiques dont un tableau la Visitation, peinture sur toile de l'école flamande attribuée à l'atelier de Maerten de Vos le vieux d'Anvers (1532-1603) de la fin du XVIe siècle,, et une Vierge de Pitié mutilée, en bois de chêne décapé du XVIe,.
À l'intérieur de nombreuses statues : dans la chapelle du transept sud, une pietà, qui fut cachée pendant la Révolution par une demoiselle Delacour de Montfarville. Dans la même chapelle sont conservées deux statues en bois de chêne peint : une de saint Pierre Nolasque, fondateur de l'ordre de la Merci pour le rachat des prisonniers et des esclaves, du début du XVIIIe et un marin captif du XVIIe et une de saint Victor du XVIIIe, et dans le chœur les statues de saint Romphaire et saint Nicolas, patron de l'église, du XVIIIe,, ainsi que les statues de la Vierge du XVe en bois polychrome au-dessus de l'une des extrémités de la perque et à l'opposé une statue de saint Jean l'Évangéliste.
Sur l'un des piliers de la tour, à la croisée du transept, un bas-relief en bois stuqué et peint du XVIIe de saint Sébastien et saint Roch en pèlerin avec son bourdon, son chapeau, et cousues sur son manteau des coquilles saint-Jacques, et à ses pieds le chien qui lui apportait du pain. Un retable d'autel est installé en 1761 et dans la chapelle circata (chapelle axiale), un autel néo-roman du XIXe, avec à sa gauche la statue du bienheureux Nicolas Cléret (1726-1792), né à Barfleur. Chapelain de l'hôpital des incurables, il avait refusé de prêter serment et est massacré aux Carmes le 2 septembre 1792. Il sera béatifié en 1926.
La nef abrite un orgue de la fin du XIXe siècle et une chaire à prêcher en bois de chêne sculptée réalisé, en 1761 pour 200 livres, par l'artisan hucher de Morsalines, Guillaume Godefroy (1720-1795). Les quatre panneaux de la cuve, rappelant les sculptures des armoires normandes du XVIIIe siècle, sont décorés de motifs de coquilles, rinceaux et roses, et l'abat-voix très travaillé arbore un couronnement à six volutes. C'est ce même Godefroy qui avait réalisé les autels, aujourd'hui disparus, et est peut être l'auteur de la perque, surmontée d'un Christ en croix plus ancien (XVIIe). Les fonts baptismaux, à cuve cloisonnée, en pierre calcaire d'Yvetot-Bocage, autrefois polychromes, surmontés d'un couvercle en chêne, situés dans la chapelle du transept nord, datent du milieu du XVIIIe. C'est ici que fut baptisée Julie Postel, la future sainte Marie-Madeleine Postel.
Pendant du plafond, un ex-voto représente la maquette d'un baleinier de Granville construit en 1830, l'Étoile polaire, rebaptisé le Faune en 1835, en bois de sapin. Il fut commandé de 1843 à 1846 par le capitaine Dufour de Barfleur, qui est également l'auteur de la maquette, et est donné en 1902, par la fille du constructeur se désespérant de ne pas avoir d'enfant. Un obit, une plaque en ardoise noire gravée, dans un cadre de marbre blanc, figurant la mort, est posée au mur septentrional. L'obit en mémoire de maître Nicolas Robine, prieur des Augustins de Paris fut fondé après 1720 par le neveu du défunt, et provient du couvent des Augustins de Barfleur. Il est encadré d'une petite pietà du XVIe et d'un groupe sculpté, sainte Anne et la Vierge provenant également de l'église du couvent.

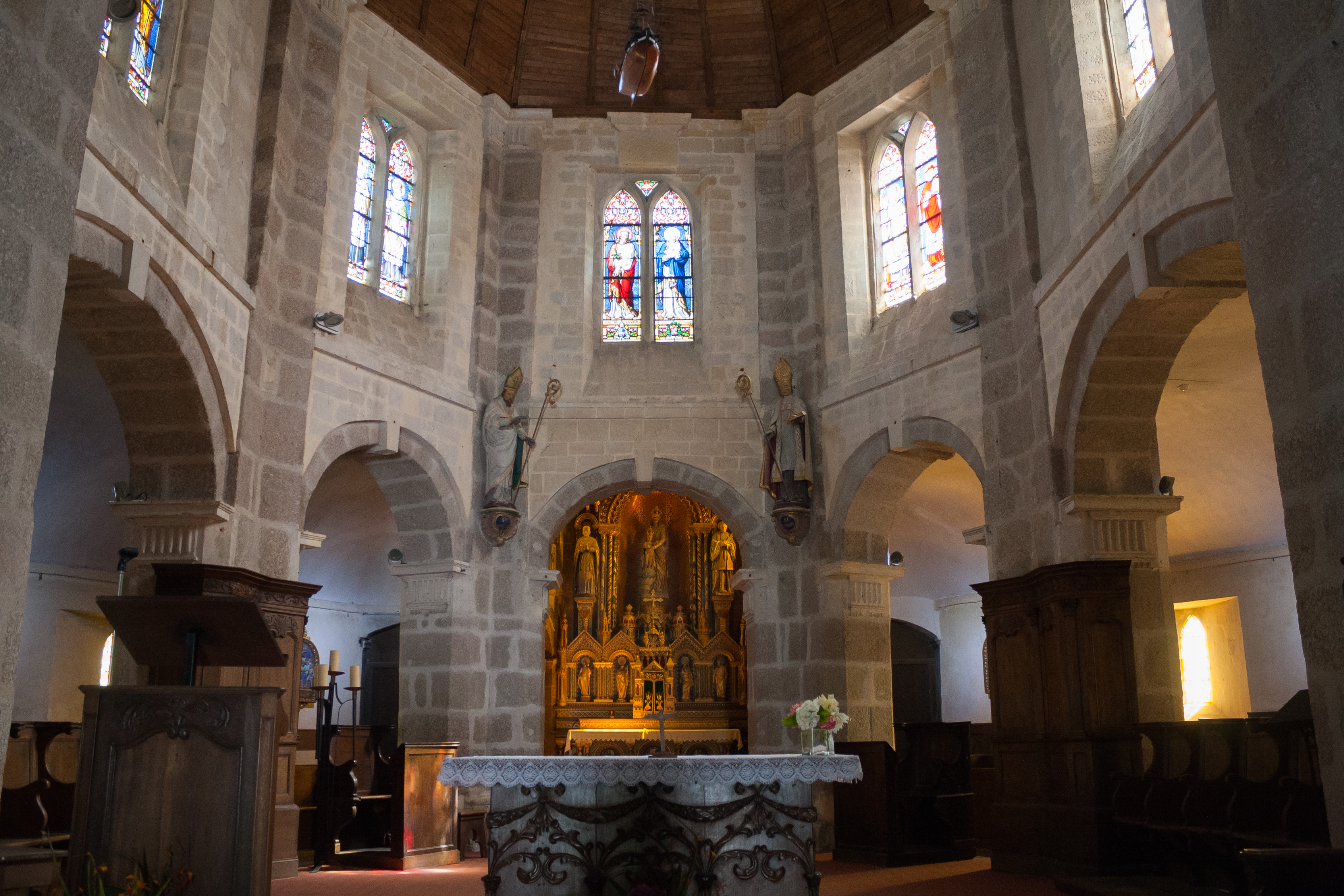
Une vue de l'intérieur avec le maitre-autel.
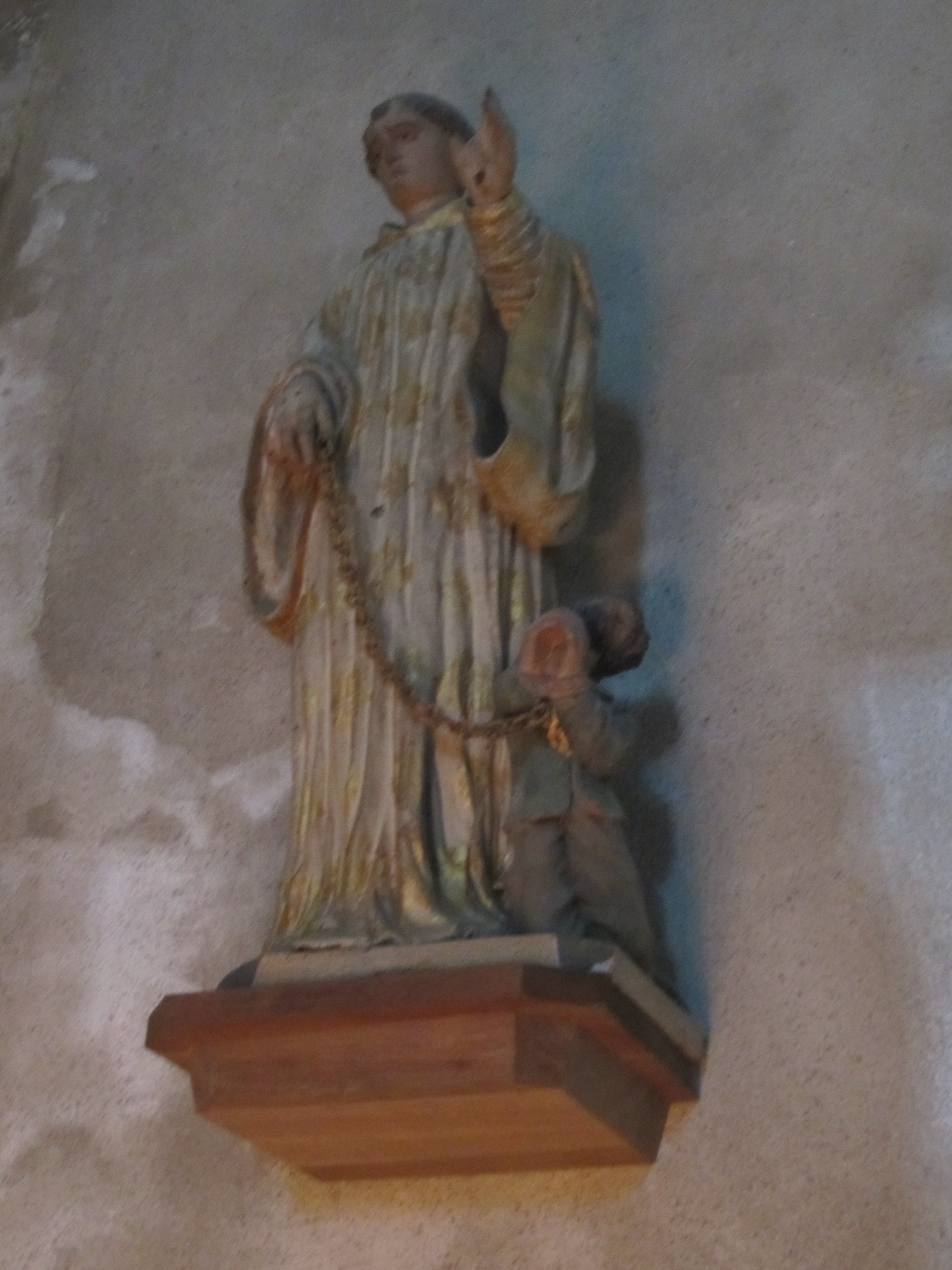
La statue de saint Nicolas.